# Kóny
Kóny (deutsch Koln) ist eine ungarische Gemeinde im Kreis Csorna im Komitat Győr-Moson-Sopron. Sie liegt zwischen Csorna und Győr.

## Geschichte
Der Ort wurde 1228 erstmals urkundlich erwähnt.

## Söhne und Töchter der Stadt
- Imre Pozsgay (1933–2016), Politiker und Hochschullehrer

## Sehenswürdigkeiten
- Römisch-katholische Kirche Szent Mihály

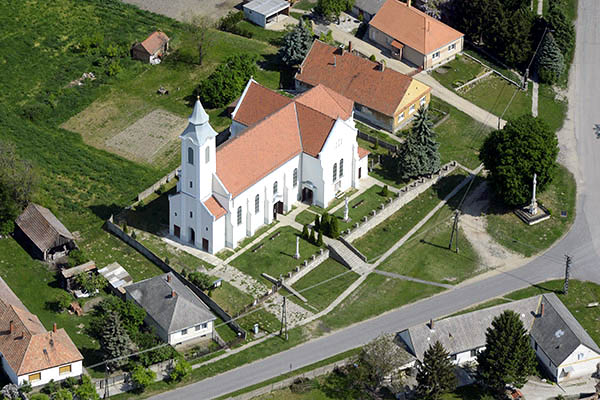
Römisch-katholische Kirche Szent Mihály in Kóny

## Verkehr
Durch Kóny verläuft die Landstraße Nr. 8502, nördlich des Ortes die Autobahn M85.  Außerdem ist die Gemeinde angebunden an die Eisenbahnstrecke von Győr nach Sopron.